# 小王貴妃 (宋)
貴妃王氏（きひ おうし、元祐7年（1092年） - 天会5年6月4日（1127年7月21日））は、北宋の徽宗の貴妃。徽宗には他にも王姓の貴妃がおり、その区別のためもあって小王貴妃と呼ばれる。

## 生涯
大観元年（1107年）閏10月、平昌郡君の位を授けられた。後、才人、美人、嬪となり、妃に進み、徽宗の譲位で欽宗が即位すると徳妃、貴妃にいたった。靖康の変後、金に連行され、金の天会5年（1127年）6月4日に死去した。

## 子女
- 趙㮙（沂王）
- 申福帝姫

## 伝記資料
- 『靖康稗史箋證』
- 『宋会要輯稿』